# SAME Deutz-Fahr
SDF (do 2015: SAME Deutz-Fahr) – włosko-niemiecki koncern produkujący ciągniki rolnicze, kombajny zbożowe, silniki oraz inne maszyny (maszyny rolnicze). Przedsiębiorstwo sprzedaje swoje produkty pod markami: Deutz-Fahr, SAME, Lamborghini i Hürlimann. Posiada główne zakłady produkcyjne we Włoszech, Niemczech i Chorwacji.

## Historia
SAME (Società Accomandita Motori Endotermici) zostało założone w roku 1942 w Treviglio przez dwóch braci Francesco i Eugenio Cassani. W 1951 roku zostały zaprojektowane nowe silniki chłodzone powietrzem, a w roku 1952 powstał pierwszy ciągnik z napędem na cztery koła.
W 1971 SAME zakupiło Lamborghini Trattori S.p.A., które zostało założone przez Ferruccio Lamborghini, także producenta samochodów Lamborghini.
W 1977 r. SAME zakupiło Hürlimann, ze Szwajcarii, a następnie przedsiębiorstwo zmieniło nazwę na SAME-Lamborghini-Hürlimann (SLH).
SAME w ramach kooperacji z Deutz-Fahr od KHD z Niemiec w 1995 połączono siły, i zmieniono nazwę korporacji na SAME Deutz-Fahr.
W 2003 roku korporacja stała się głównym udziałowcem producenta silników Deutz AG.
W 2005 roku koncern SDF zakupił fabrykę kombajnów zbożowych od chorwackiego holdingu Đuro Đaković w miejscowości Županja, gdzie od roku 1982 były produkowane kombajny zbożowe na licencji Deutz-Fahr.
12 lipca 2007 roku koncern SDF sprzedał Grupie CBM fabrykę ciągników w podlubelskiej Mełgwi.
W 2013 roku zaprezentowano nową rodzinę silników FARMotion zastępującą dotychczas produkowaną serię 1000. charakteryzuje się ona chłodzonym zewnętrznie EGR i systemem wtryskowym common rail Bosch 2000 bar. Będzie ona produkowana w fabryce grupy SDF w Ranipet, Indie.

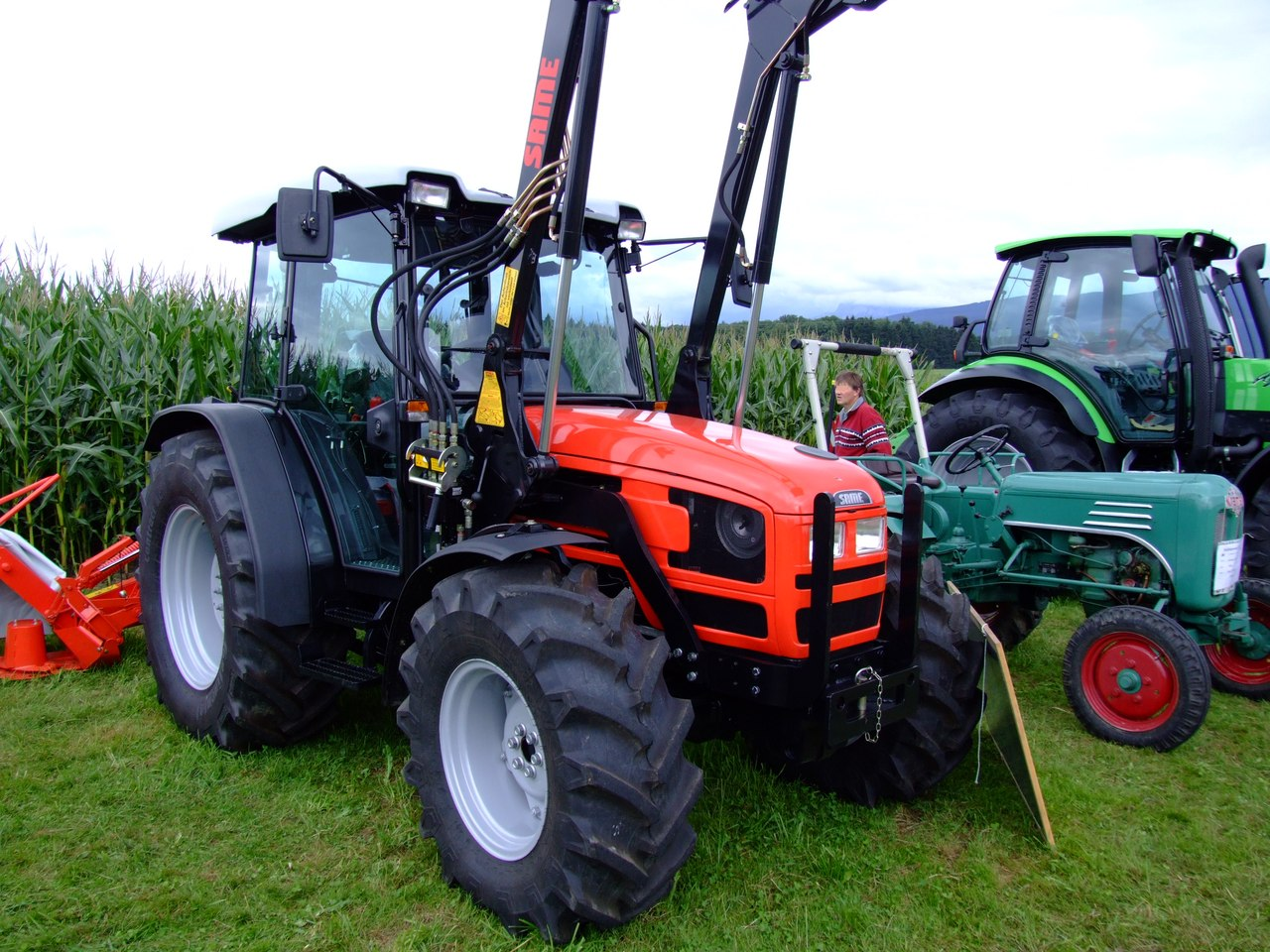
Ciągnik SAME Dorado 86
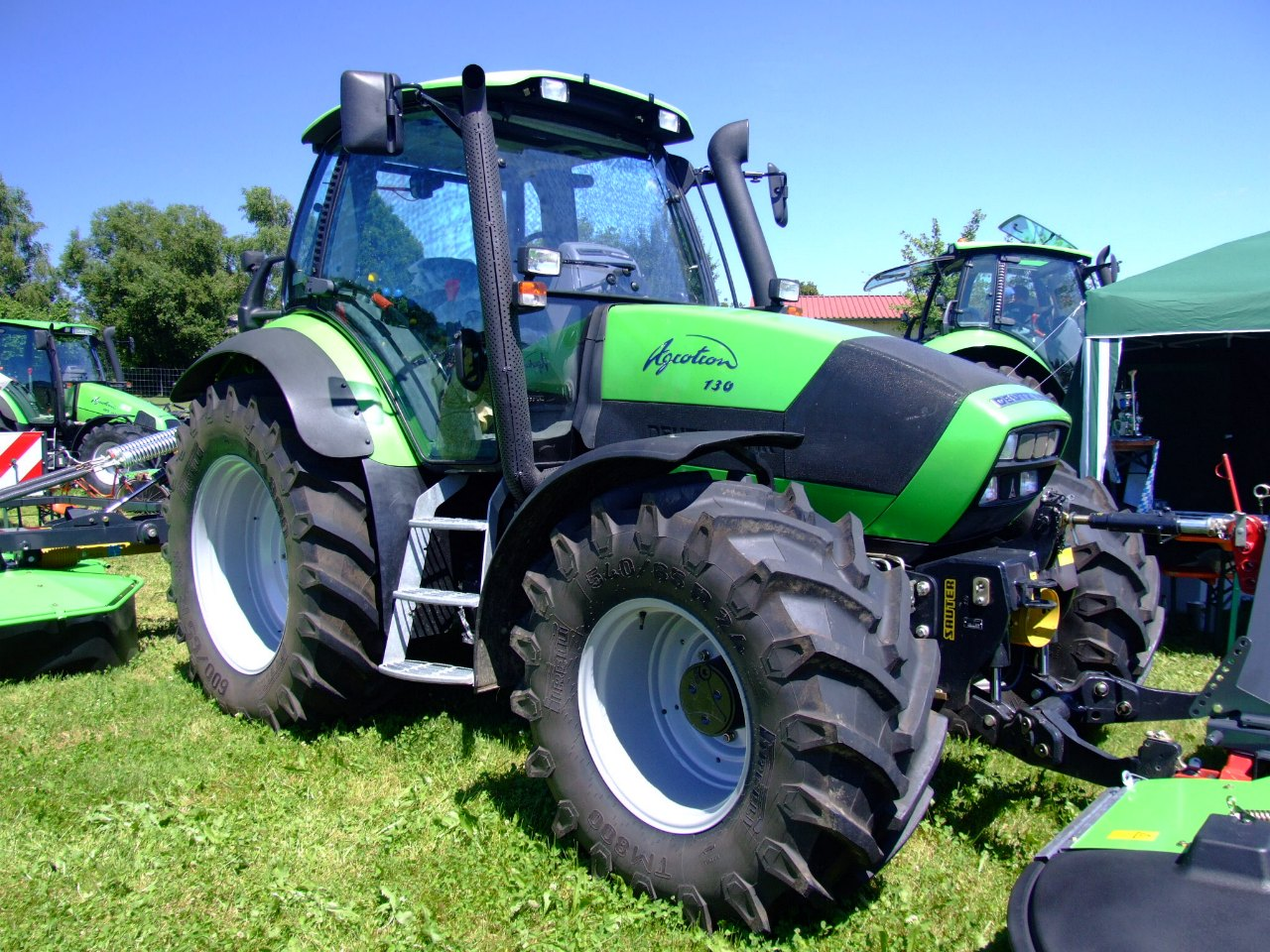
Ciągnik Deutz-Fahr Agrotron 130
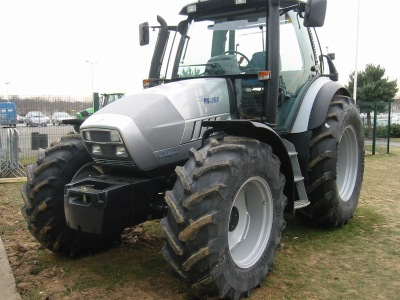
Ciągnik Lamborghini R6.150
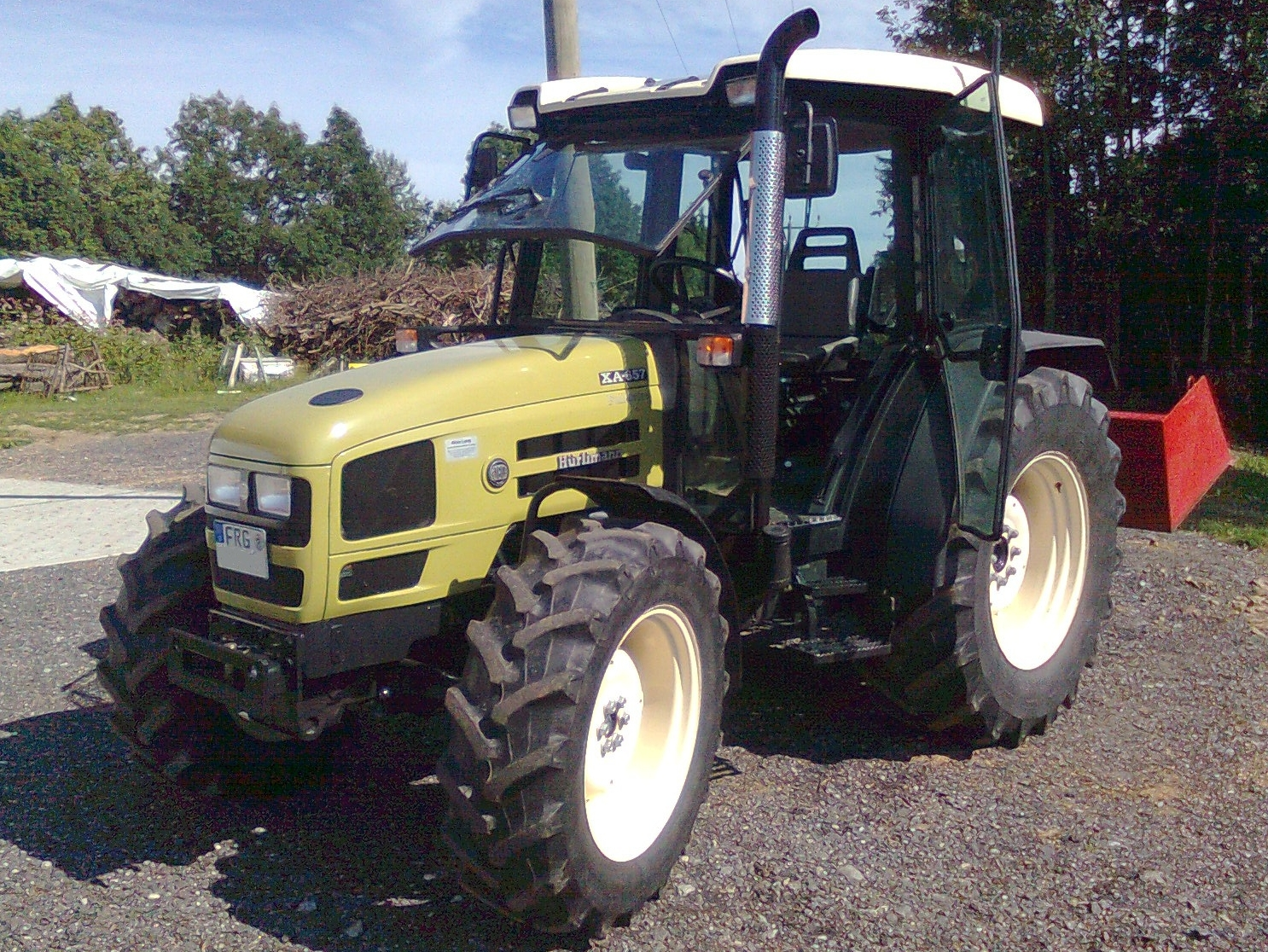
Ciągnik Hürlimann XA 657